# صنایع دارویی تیوا
صنایع دارویی تیوا (به انگلیسی: Teva Pharmaceutical Industries) شرکت داروسازی اسرائیلی چندملیتی است، که دفتر مرکزی آن در شهر پتخ تیکوا، اسرائیل قرار دارد. این شرکت در سال ۱۹۰۱ تأسیس شد. طبق آمار در دسامبر سال ۲۰۱۰ در ۶۰ کشور به‌طور مستقیم فعال بوده‌است. در سال ۲۰۰۹ این شرکت رتبه ۵۶ را، از لحاظ سریع‌ترین رشد، میان شرکت‌های جهان دارا بود.